# Kirovske, Borzna
Kirovske (în ucraineană Кіровське) este un sat în comuna Iadutî din raionul Borzna, regiunea Cernihiv, Ucraina.

## Demografie
Componența lingvistică a localității Kirovske
     Ucraineană (97,18%)
     Rusă (2,82%)
Conform recensământului din 2001, majoritatea populației localității Kirovske era vorbitoare de ucraineană (97,18%), existând în minoritate și vorbitori de rusă (2,82%).